# Eulophia bicallosa
Eulophia bicallosa är en orkidéart som först beskrevs av David Don, och fick sitt nu gällande namn av Peter Francis Hunt och Victor Samuel Summerhayes. Eulophia bicallosa ingår i släktet Eulophia och familjen orkidéer. Inga underarter finns listade i Catalogue of Life.